# Zamek w Starogrodzie
Zamek w Starogrodzie – krzyżacki zamek komturski, który znajdował się w Starogrodzie, siedziba komturów starochełmińskich, jeden z pierwszych zamków krzyżackich. Rozebrany w  XIX wieku.

## Historia
Początkiem istnienia warowni była drewniana fortyfikacja założona przez Hermana Balka podczas krucjaty w 1232 r. W Starogrodzie powstało jedno z pierwszych komturstw, a budowa murowanego zamku rozpoczęła się najpewniej koło połowy XIII wieku, jednak pełną swoją postać zamek murowany przybrał w wyniku prac budowlanych rozpoczętych w latach 1242-1255 i kontynuowanych na przełomie XIII/XIV wieku.
W grudniu 1242 roku dowodzony przez brata zakonnego Teodoryka z Bernheim oddział krzyżacki napadł na pomorski gród w Sartowicach skąd zrabował relikwię głowy św. Barbary, którą następnie Krzyżacy umieścili w kaplicy zamku w Starogrodzie. Wkrótce Starogród stał się popularnym ośrodkiem pielgrzymkowym z licznymi odpustami nadawanymi przez papieży. Do relikwii znajdujących się w Starogrodzie pielgrzymowali m.in. w 1301 lub 1302 roku król czeski Wacław II, w 1400 roku Anna Światosławowna, żona wielkiego księcia litewskiego Witolda Kiejstutowicza, kardynałowie włoscy i węgierscy, hrabiowie Anglii, a w 1414 burgundzki rycerz i podróżnik Gilbert de Lannoy. W 1249 roku został wymieniony we wzmiance pisemnej pierwszy komtur starogrodzki – Wipertus. W lipcu 1410 roku, krótko po bitwie pod Grunwaldem, zamek zajęli rycerze ziemi chełmińskiej i przekazali królowi Władysławowi Jagielle. Zamek od króla w zarząd otrzymał kasztelan poznański Mościc ze Stęszewa (Mościcki ze Stążewa). Krzyżacy oblegli zamek jesienią, w wyniku czego dowodzący obroną rycerz Beretko skapitulował po 17 października. Zamek był siedzibą komtura do 1454 roku, gdy po wybuchu wojny trzynastoletniej został opanowany przez oddziały propolskiego Związku Pruskiego. Tuż przedtem relikwie św. Barbary zostały przeniesione na zamek w Malborku, a po jego zajęciu przez Polaków na rozkaz króla Kazimierza Jagiellończyka przekazana do opactwa norbertanów w Czerwińsku. W 1457 roku zamek w Starogrodzie zajęły w zastaw wojska zaciężne walczącego po stronie krzyżackiej Bernarda Szumborskiego i nie zwróciły, pomimo postanowień kończącego wojnę II pokoju toruńskiego w 1466 roku. W 1478 roku wielki mistrz Marcin Truchsess von Wetzhausen podjął pertraktacje z następcami Szumborskiego w sprawie wykupu i przekazania Krzyżakom zajętych w zastaw dóbr, dzięki czemu Krzyżacy w czerwcu ponownie przejęli zamek co m.in. doprowadziło do wybuchu tzw. Wojny popiej z Polską. W 1479 roku rycerstwo polskie pod dowództwem Piotra Dunina, Jana Białego i Jana Zielezińskiego i wsparciu Gdańska pokonało wojska krzyżackie, a sam wielki mistrz musiał złożyć hołd królowi polskiemu i zwrócić Starogród i inne zamki. Od tego czasu zamek stał się siedzibą starostów królewskich. Odbudowa zniszczonego w wyniku działań wojennych zamku, nastąpiła w 1495 roku z inicjatywy króla Jana Olbrachta.  
Na mocy decyzji Aleksandra Jagiellończyka z 1505 roku zamek był w posiadaniu biskupów chełmińskich. W latach 1614–1646 biskupi rozbudowali zamek. W 1623 roku zatrzymał się na zamku król Zygmunt III Waza z małżonką Konstancją Habsburżanką oraz całym towarzyszącym im dworem. Zamek uległ zniszczeniu w czasie wojen szwedzkich w XVII wieku. W latach 1682–1693 przeprowadzono odbudowę zamku za sprawą biskupa Kazimierza Jana Opalińskiego oraz zbudowano pałac szachulcowy z wieżą z zegarem. W 1772 r. ponownie popadł w ruinę, a z 1777 r. pochodzi wzmianka o jego znacznym zniszczeniu. Wkrótce został sprzedany i po 1777 roku rozebrany w celu pozyskania materiału na budowę twierdzy grudziądzkiej. 
W roku 1963 i 2017 archeolodzy przeprowadzili na zamku prace wykopaliskowe. 

## Architektura
Dom konwentu (Zamek wysoki) wzniesiono na planie pięcioboku o rozpiętości około 50 m. Główna, dwupiętrowa i podpiwniczona zabudowa znajdował się wzdłuż zachodniego boku. Tam mieściły się główne pomieszczenia zamku średniowiecznego – refektarz, a w narożniku południowo-zachodnim kaplica z relikwiami św. Barbary. Północno-wschodni i południowo-wschodni bok domu konwentu zajmowały natomiast w średniowieczu parterowe budynki gospodarcze, mieszczące kuchnię, piekarnie i browar. Od strony przedzamcza pierwszego (wewnętrznego) dom konwentu osłaniała fosa i parcham (międzymurze i zewnętrzny mur obronny). Od tej strony znajdowała się też brama wjazdowa, a na międzymurzu dom komtura (w nowożytności polskiego starosty). Przedzamcze pierwsze (wewnętrzne) było mniejsze i murowane, a drugie (zewnętrzne), bardzo obszerne, było drewniano-ziemne. Wjazd do zespołu zamkowego znajdował się w pobliżu kościoła parafialnego św. Barbary.

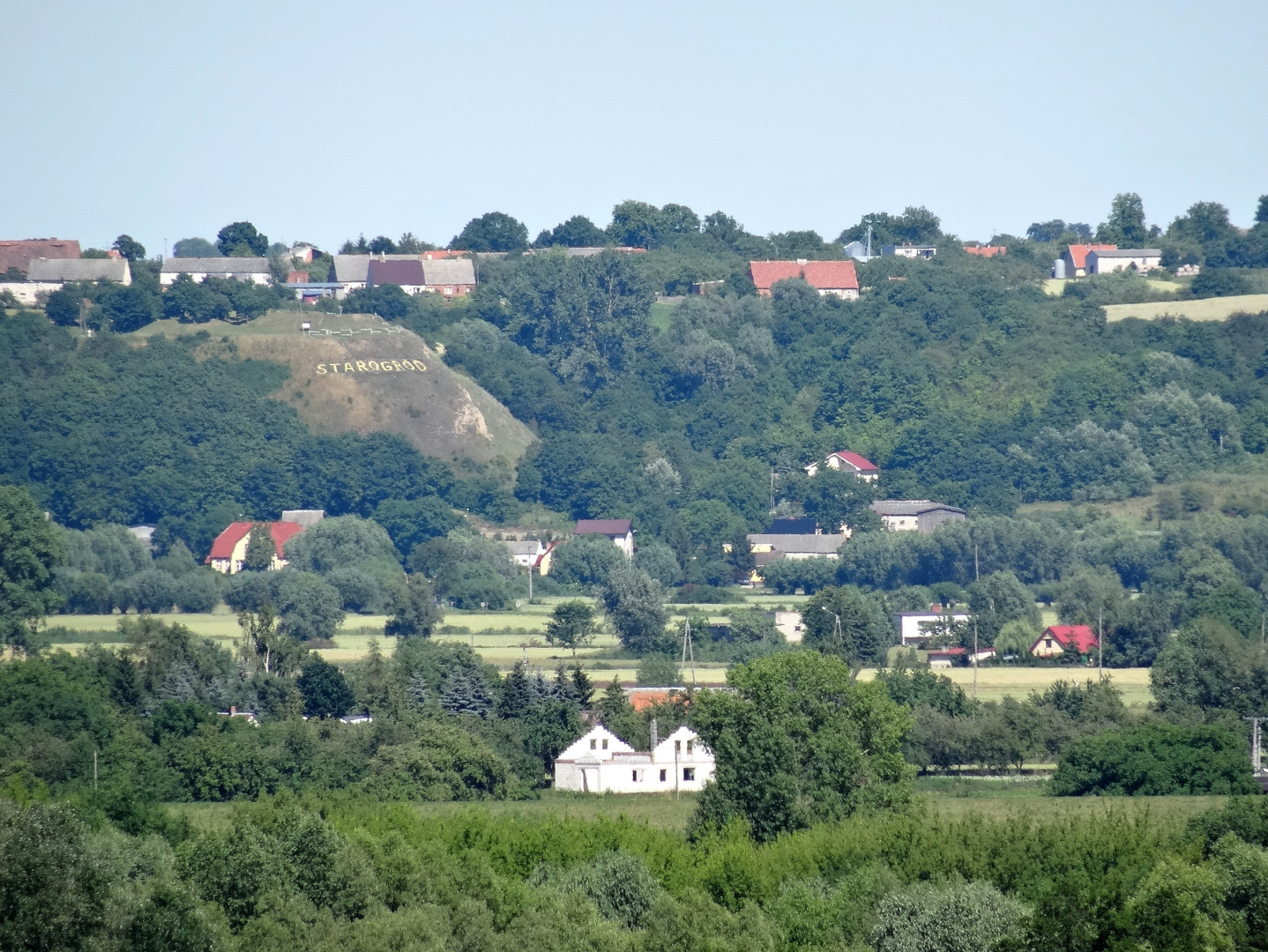
Góra Zamkowa
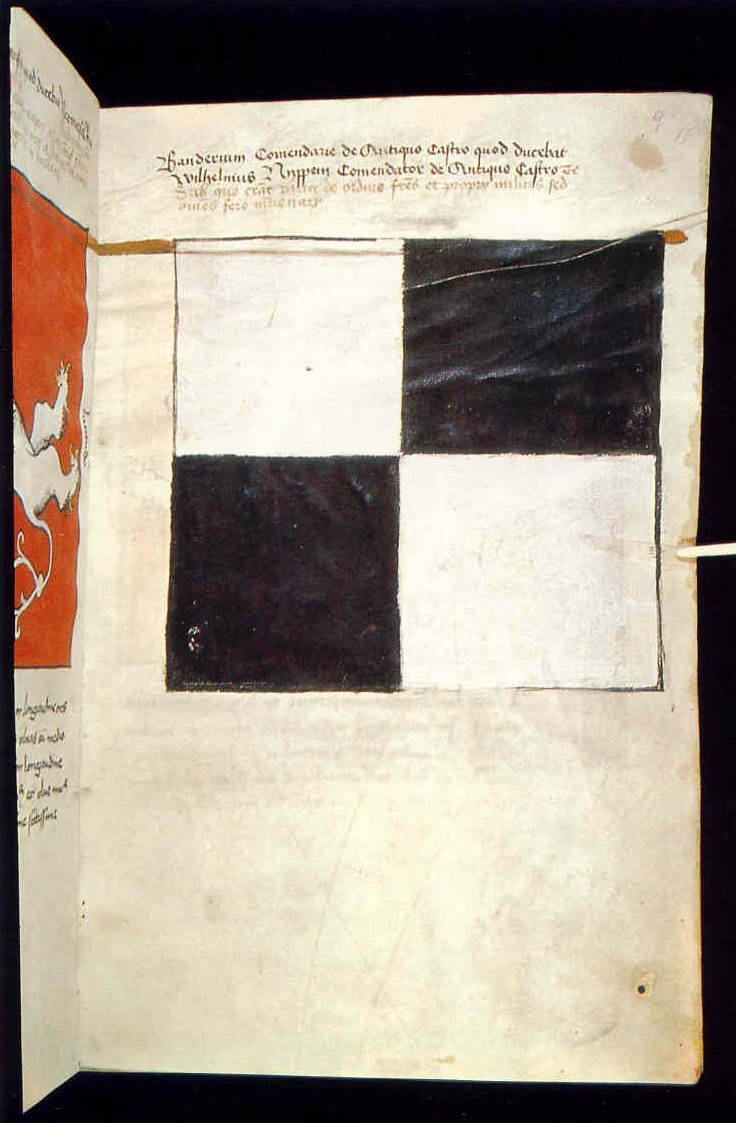
Chorągiew komturstwa starogrodzkiego w Banderia Prutenorum
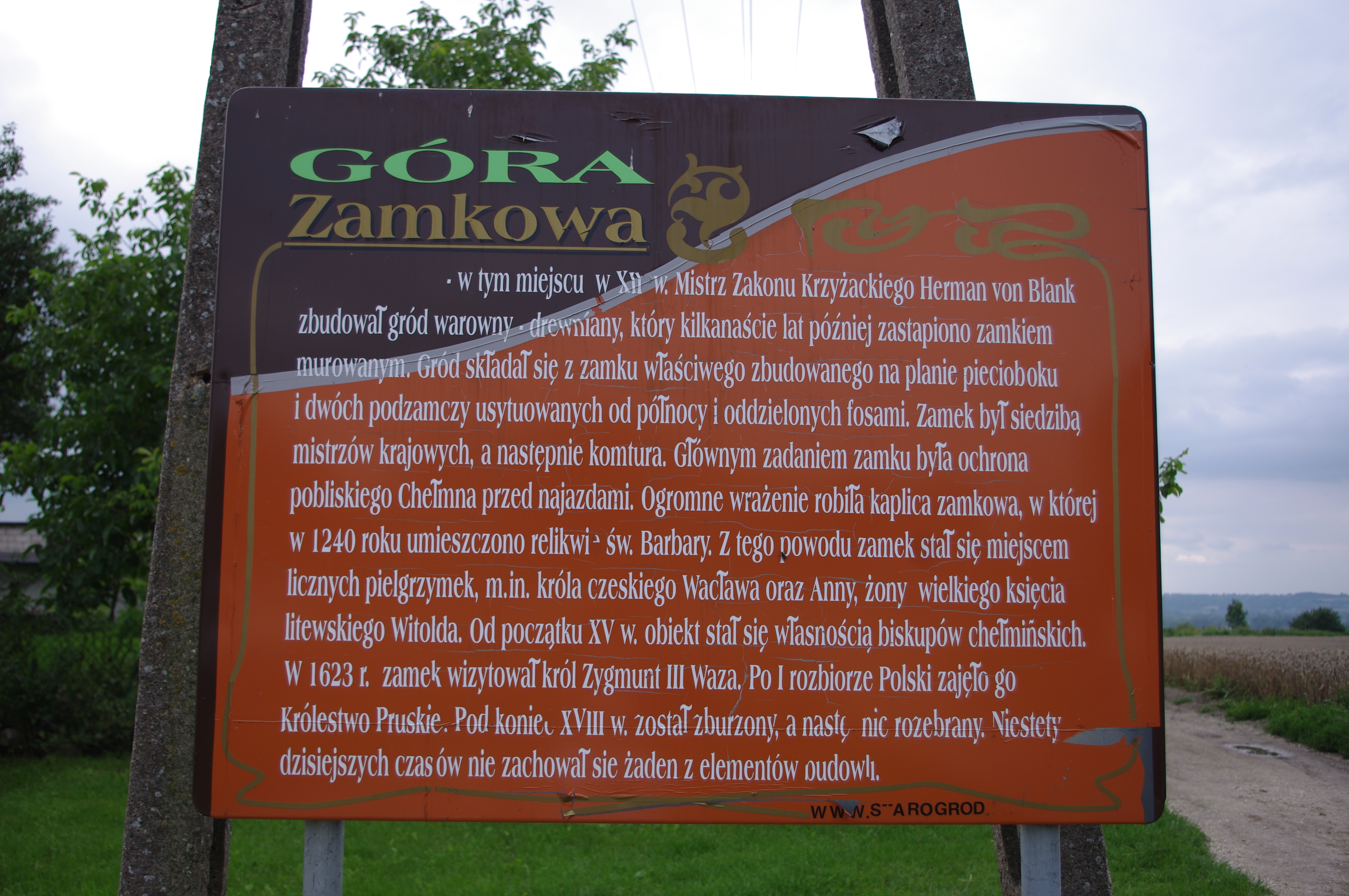
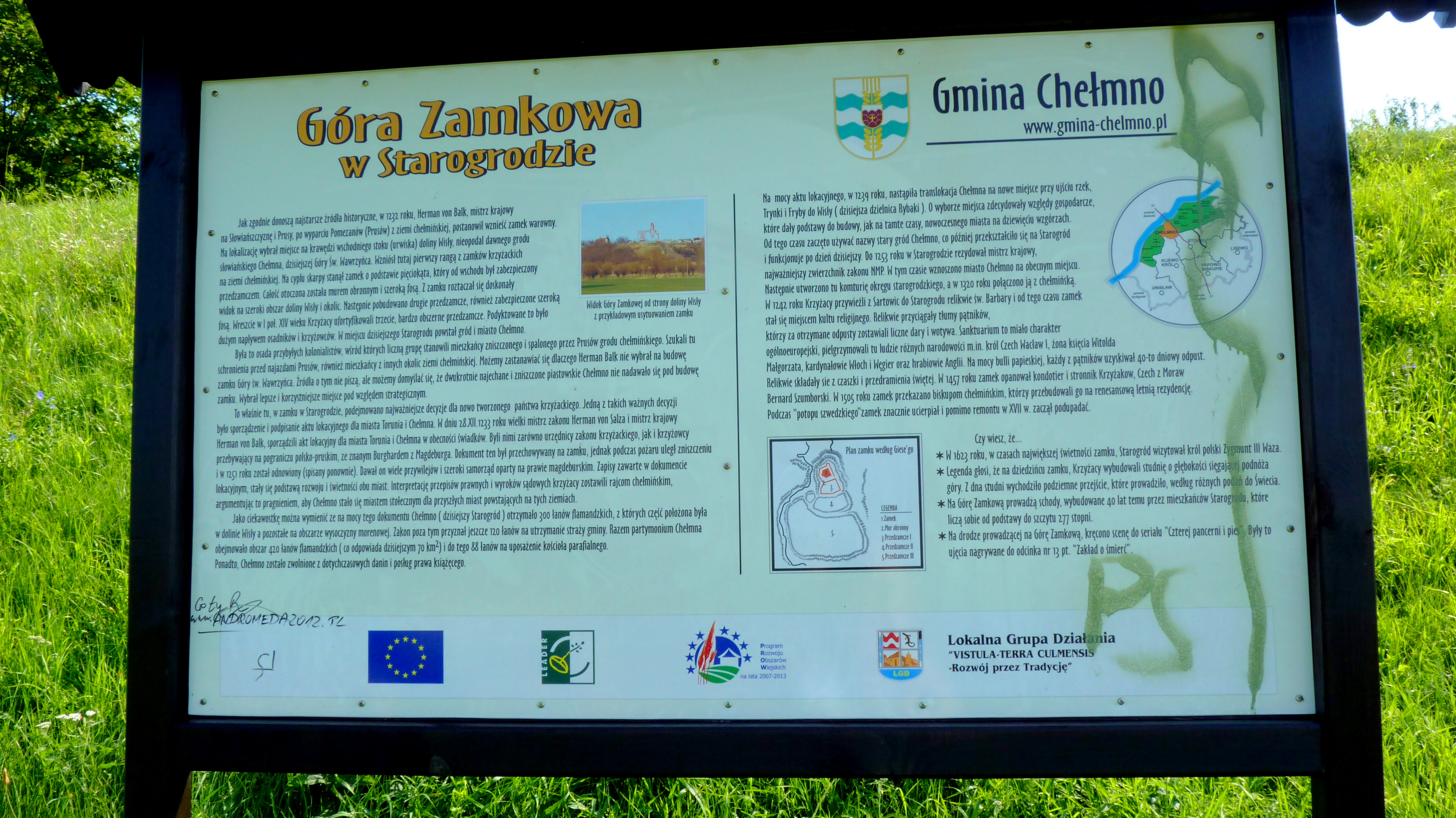